# 青六中路站
青六中路站位于中华人民共和国浙江省杭州市钱塘区义蓬街道青六中路河景路口，是杭州地铁7号线和8号线的地下换乘车站。本站在7号线工可批复中称为河景路站，于2020年12月30日开通运营。8号线车站于2021年6月28日开通。

## 结构
青六中路站7、8号线均为地下岛式站台，宽度均为14m，两者呈T形布置，7号线在上，8号线在下。
7号线车站沿青六中路南北向布置，长305.6m，标准段宽23.1m，为地下二层岛式车站。8号线车站主体结构与7号线车站垂直，东西向布置，长325m，标准段宽23.3m，为地下三层岛式车站。7号线与8号线在本站设有联络线。车站附近建有河景路综合管廊。车站建筑总面积40483平方米。

### 楼层分布
| 1层  | 地面               | 出入口                                     |  |  |
| -1层 | 站厅               | 自动售票机、客服中心、安检通道、车站控制室 |  |  |
| -2层 |                    | █ 7号线 往吴山广场（塘新线）               |  |  |
|      | 岛式站台，左侧开门 |                                            |  |  |
|      |                    | █ 7号线 往江东二路（启成路）               |  |  |
| -3层 |                    | █ 8号线 往文海南路（青西三路）             |  |  |
|      | 岛式站台，左侧开门 |                                            |  |  |
|      |                    | █ 8号线 往新湾路（仓北村）                 |  |  |

## 设计
青六中路站以“潮起钱塘、创新未来”为装修设计理念，车站吊顶设计有横向蓝色波浪和LED星空，分别象征潮水涌动和钱塘新区航天航空产业，此外在站厅中部还设有一组排列成土星造型的LED灯板。

## 出入口
| 编号                        | 出口标识     | 建议前往的目的地 |
| --------------------------- | ------------ | ---------------- |
| A                           | 青六中路东侧 |                  |
| B1 · （暂未开通）           | 青六中路西侧 | 江东大道         |
| B2 · （暂未开通）           | 青六中路东侧 | 江东大道         |
| C1C2C3 · （暂未开通）       |              |                  |
| D1D2D3 · （暂未开通）       |              |                  |
| E                           | 青六中路西侧 |                  |
| F                           | 青六中路西侧 |                  |
| G                           | 青六中路东侧 |                  |
| 註： 设有卫生间 \| 设有电梯 |              |                  |

- 7号线站台
- 8号线站台
- 站厅
- 站厅
- 大字壁
- 8号线换乘通道预留

## 历史
- 2018年9月2日，8号线部分地下连续墙开工[7]。
- 2018年11月12日，主体结构开工[8]。
- 2020年12月30日，7号线车站开通运营。
- 2021年6月28日，8号线车站开通运营。